# Leni Wildgrube
Leni Wildgrube (n. 15 august 2001, Berlin, Germania) este o sportivă ce a reprezentat Germania. A participat la competiții asociate Jocurilor Olimpice în care a câștigat o medalie de aur.

## Participări
Lista de mai jos prezintă principalele competiții la care a participat Leni Wildgrube de-a lungul carierei.
- athletics at the 2018 Summer Youth Olympics – girls' pole vault[*][3]